# Alte Kachelofenfabrik Neustrelitz
Das Industriedenkmal Alte Kachelofenfabrik in Neustrelitz ist heute ein Kultur- und Tourismuszentrum. Träger der Einrichtung ist seit 1998 die „basiskulturfabrik - gesellschaft für kunst und tourismus mbh“; Mitgesellschafter ist der „Verein für Kultur, Umwelt und Kommunikation e.V.“.

## Geschichte

### Gewerbliche Nutzung
Das Gebäude wurde zwischen 1852 und 1910 in mehreren Bauabschnitten errichtet. Zu Beginn wurden hier Milchsatten (= Formen für Milchprodukte) hergestellt; schon bald kam eine Töpferei hinzu. In den 1870er Jahren wurde schließlich die Kachelofenproduktion aufgenommen. Der damalige Kachelofenfabrikant Schulze erhielt den Titel Hoflieferant des Großherzogs von Mecklenburg-Strelitz. 1940 wurde die Fabrik an den Ingenieur-Kaufmann Kurt Conradt aus Swinemünde verkauft. Sie diente dann bis 1945 als Produktionsstätte für die transportablen KuCo-Kachelöfen, wie sie von Kurt Conradt beim Reichspatentamt als Erfindung angemeldet worden waren. Bis Ende 1969 wurden noch Kachelöfen hergestellt. Danach gingen die Gebäude in die Rechtsträgerschaft der Konsumgenossenschaft über, die hier ihre allgemeine Verwaltung unterbrachte. Nach der Abwicklung der Konsumgenossenschaft wurde die Alte Kachelofenfabrik 1992 an die Familie Conradt rückübertragen und wird seitdem als Kulturzentrum genutzt.

### Kulturelle (Um-)Nutzung
Die Anfänge des soziokulturellen Zentrums Alte Kachelofenfabrik sind eigentlich im hessischen Lich zu verorten. Auf Initiative des Programmkinos Kino Traumstern sowie des BASIS-Filmverleihs aus Berlin wurde 1988 dort der Verein für Kultur und Kommunikation e.V. (VfKK) gegründet. Hauptziel war es die Film- und Kinokultur im ländlichen Raum zu fördern. Zudem sollte die filmkulturelle Bildungsarbeit in ein Konzept von Soziokultur eingebunden werden; also interdisziplinär, kunstspartenübergreifend, selbstbestimmt und selbstorganisiert sein.
In der Nachwendezeit entstand durch Kontakte von Vereinsmitgliedern zu Kulturschaffenden in der DDR die Idee, ein solches Projekt gemeinsam in Neustrelitz auf den Weg zu bringen. Der Verein zog daraufhin nach Neustrelitz um und übernahm die Trägerschaft über die Alte Kachelofenfabrik. Zunächst kümmerte sich der VfKK um die Grundsicherung der Gebäudehülle sowie um die Sanierung einzelner Räumlichkeiten innerhalb des Gebäudeensembles.
1992 gründete der Basis-Film Verleih eine Produktions- und Verleihfirma, die sich dem deutschen Autorenfilm widmet, seine Zweitfiliale in den Gemäuern der Alten Kachelofenfabrik. 1998 wurde die "basiskulturfabrik - gesellschaft für kunst & tourismus mbh" gegründet, um die fachgerechte Sanierung des gesamten Gebäudekomplexes vorzubereiten. Die umfangreichen Baumaßnahmen wurden im Jahr 2000 abgeschlossen. Das Industriedenkmal beherbergt seitdem ein Restaurant und Weinlokal (fabrik.kneipe), nun auch ganzjährig die fabrik.galerie sowie ein Programmkino mit zwei Kinosälen (fabrik.kino 1 & 2). Das Kino ist regionale Vertretung des Landesverbandes Filmkommunikation Mecklenburg-Vorpommern.
2001 sind auf dem Gelände zudem acht Ferienhäuser errichtet worden und werden seitdem ganzjährig nach ökologischen Standards (fabrik.öko-hotel) betrieben. Im fabrik.gästehaus entstanden bis Mai 2014 weitere Übernachtungsmöglichkeiten im preisgünstigen Segment.

## Programm
Das Kulturprogramm der Alten Kachelofenfabrik umfasst tägliche Filmvorstellungen internationaler Filmkunst, turnusmäßig wechselnde Kunstausstellungen, (Autoren-)Lesungen sowie Kleinkunst- und Musikveranstaltungen. Im Rahmen von Werkstattgesprächen, Vernissagen, Workshops und Seminaren engagiert sich das soziokulturelle Zentrum zudem für die Bereiche Kulturvermittlung, Jugendarbeit und Umweltbildung.
Mit seinen preisgekrönten Programmkinos, dem ambitionierten Kunst- und Kulturprogramm, seinem ökologischen Beherbergungsbetrieb und dem auf regionale und ökologische Küche ausgerichteten Restaurant hat sich das soziokulturelle Zentrum Alte Kachelofenfabrik mittlerweile zu einem überregional anerkannten und vielfach ausgezeichneten Kultur-, Gastronomie- und Hotelstandort entwickelt.

## Kooperationen
Durch die vielfältigen Aktivitäten wurde das Kulturzentrum weit in die Mecklenburgische Seenplatte hinein bzw. greift zahlreiche Impulse aus der Region vor Ort auf. Über die Jahre haben sich so enge Formen der Zusammenarbeit mit zahlreichen Akteuren entwickelt; u. a. der Theater & Orchester GmbH (TOG), dem Kunsthaus Neustrelitz sowie mit Vereinen und Initiativen aus den Bereichen Kultur, Bildung und Umweltschutz. Seit 2010 veranstaltet das Kulturzentrum Alte Kachelofenfabrik zusammen mit dem Müritz Nationalpark das jährlich stattfindende „Neustrelitzer Naturfilmfestival Mensch! Natur!“.
2013 wurde auf Initiative der Basiskulturfabrik das Projekt LOKAL.KOST ins Leben gerufen – ein Vermarktungsnetzwerk für Gastronomen und Lebensmittelerzeuger aus der Region Mecklenburgische Seenplatte.

## Auszeichnungen
- Daniel-Sanders-Kulturpreis des Landkreises Mecklenburg-Strelitz
- Bundespreis für Handwerk in der Denkmalpflege 2005
- Auszeichnung für ein hervorragendes Filmprogramm 2001, 2002, 2003, 2004, 2005, 2006, 2007, 2008, 2009, 2010, 2011, 2012, 2013, vom Beauftragten der  Bundesregierung für Kultur und Medien, für das fabrik.kino 1
- Kinopreis des deutschen Kinematheks-Verbundes 2003, 2004, 2005, 2006, 2009, für das fabrik.kino 2
- Tourismuspreis Mecklenburg-Vorpommern „MarketingAward - Leuchttürme der Tourismuswirtschaft“ des Ostdeutschen Sparkassenverbandes 2013
- Schwalbenfreundlicher Betrieb 2012